# Бабиничский сельсовет (Оршанский район)
Бабиничский сельсовет (до 2009 года Понизовский сельсовет) — административная единица на территории Оршанского района Витебской области Беларуси. Административный центр — агрогородок Бабиничи.

## История
На территории сельсовета был упразднён посёлок Лесной.
В 2009 году Понизовский сельсовет переименован в Бабиничский сельсовет, центр перенесён в Бабиничи.

## Состав
Бабиничский сельсовет включает 13 населённых пунктов:
- Антоновка — деревня.
- Бабиничи — агрогородок.
- Звездная — деревня.
- Красная Харьковка — деревня.
- Морозово — деревня.
- Нарейково — деревня.
- Понизовье — деревня.
- Румино — деревня.
- Свистелки — деревня.
- Ставры — деревня.
- Степково — деревня.
- Харьковка — деревня.
- Черное — деревня.